# Gauciel
Gauciel és un municipi francès situat al departament de l'Eure i a la regió de Normandia. L'any 2007 tenia 759 habitants.

## Demografia

### Població
El 2007 la població de fet de Gauciel era de 759 persones. Hi havia 151 famílies, de les quals 16 eren unipersonals (8 homes vivint sols i 8 dones vivint soles), 47 parelles sense fills, 72 parelles amb fills i 16 famílies monoparentals amb fills.
La població ha evolucionat segons el següent gràfic:
Habitants censats

### Habitatges
El 2007 hi havia 156 habitatges, 150 eren l'habitatge principal de la família, 3 eren segones residències i 2 estaven desocupats. Tots els 155 habitatges eren cases. Dels 150 habitatges principals, 127 estaven ocupats pels seus propietaris, 22 estaven llogats i ocupats pels llogaters i 2 estaven cedits a títol gratuït; 2 tenien dues cambres, 10 en tenien tres, 38 en tenien quatre i 100 en tenien cinc o més. 126 habitatges disposaven pel capbaix d'una plaça de pàrquing. A 44 habitatges hi havia un automòbil i a 101 n'hi havia dos o més.

### Piràmide de població
La piràmide de població per edats i sexe el 2009 era:
| Homes | Edats   | Dones |
| ----- | ------- | ----- |
| 0     | 95 o +  | 0     |
| 0     | 90 a 94 | 0     |
| 0     | 85 a 89 | 0     |
| 0     | 80 a 84 | 0     |
| 0     | 75 a 79 | 8     |
| 4     | 70 a 74 | 0     |
| 4     | 65 a 69 | 12    |
| 4     | 60 a 64 | 8     |
| 32    | 55 a 59 | 16    |
| 16    | 50 a 54 | 8     |
| 12    | 45 a 49 | 20    |
| 24    | 40 a 44 | 8     |
| 28    | 35 a 39 | 20    |
| 28    | 30 a 34 | 16    |
| 16    | 25 a 29 | 8     |
| 24    | 20 a 24 | 0     |
| 4     | 15 a 19 | 12    |
| 12    | 10 a 14 | 8     |
| 16    | 5 a 9   | 28    |
| 16    | 0 a 4   | 12    |

## Economia
El 2007 la població en edat de treballar era de 615 persones, 541 eren actives i 74 eren inactives. De les 541 persones actives 534 estaven ocupades (403 homes i 131 dones) i 7 estaven aturades (4 homes i 3 dones). De les 74 persones inactives 25 estaven jubilades, 31 estaven estudiant i 18 estaven classificades com a «altres inactius».

### Ingressos
El 2009 a Gauciel hi havia 155 unitats fiscals que integraven 441 persones, la mediana anual d'ingressos fiscals per persona era de 21.537 €.

### Activitats econòmiques
Dels 10 establiments que hi havia el 2007, 1 era d'una empresa de fabricació d'altres productes industrials, 4 d'empreses de construcció, 2 d'empreses de comerç i reparació d'automòbils i 3 d'empreses de serveis.
Dels 4 establiments de servei als particulars que hi havia el 2009, 1 era un paleta, 1 guixaire pintor, 1 lampisteria i 1 electricista.
L'any 2000 a Gauciel hi havia 5 explotacions agrícoles que ocupaven un total de 355 hectàrees.

## Equipaments sanitaris i escolars
El 2009 hi havia una escola elemental.

## Poblacions més properes
El següent diagrama mostra les poblacions més properes.